# CEP68
CEP68‏ (Centrosomal protein 68) هوَ بروتين يُشَفر بواسطة جين CEP68 في الإنسان. يُعدّ بروتين CEP68 ضروريًا لتماسك الجسيم المركزي. فهو يُزيّن الألياف المنبثقة من الأطراف القريبة للجسيمات المركزية. أثناء الانقسام المتساوي، ينفصل CEP68 عن الجسيم المركزي. يعتمد CEP68 والجذريات على بعضهما البعض لارتباط الجسيم المركزي، وكلاهما يتطلب أيضًا CEP250 لوظيفتيهما.